# Svend Fochler
Svend Fochler (* 9. Dezember 1966 in Lauchhammer) ist ein ehemaliger deutscher Fußballspieler im Mittelfeld. Er spielte für den BFC Dynamo und Energie Cottbus in der DDR-Oberliga.

## Karriere
Fochler spielte in seiner Jugend bei der BSG Energie Cottbus, bevor er 1979 zur Jugendabteilung des BFC Dynamo wechselte. Dort wurde er 1985 in die zweite Mannschaft übernommen und kam dort zu Einsätzen in der zweitklassigen DDR-Liga. Sein Debüt für die erste Mannschaft in der DDR-Oberliga gab Fochler in der Saison 1987/88 am 21. November 1987, als er am 11. Spieltag gegen den FC Karl-Marx-Stadt bei einem 4:2-Sieg in der 89. Minute für Frank Pastor eingewechselt wurde. Sein erstes Tor erzielte er am folgenden Spieltag nach seiner Einwechslung gegen die BSG Wismut Aue. Dies war gleichzeitig das Siegtor beim 2:1. In der Saison kam Fochler noch vier weitere Male zum Einsatz. Am 4. Juni 1988 wurde er im Finale des FDGB-Pokals 1987/88, das Dynamo mit 2:0 n. V. gegen den FC Carl Zeiss Jena gewann, in der 118. Minute für Thomas Doll eingewechselt. In der Saison 1988/89 absolvierte Fochler nur noch zwei Spiele für die erste Mannschaft, konnte sich allerdings als Stammkraft in der zweiten Mannschaft etablieren, für die er in 20 Spielen ein Tor erzielte. 1989 wechselte Fochler erneut zur BSG Energie Cottbus, die ebenfalls in der Oberliga spielte. Sein erstes Spiel absolvierte er am 12. August 1989 (1. Spieltag) wiederum gegen den FC Karl-Marx-Stadt. Sein erster Treffer für Cottbus gelang ihm am 24. März 1990, als er am 18. Spieltag in der 68. Minute für Michael Schneider eingewechselt wurde. In der Saison 1989/90 kam Fochler auf 20 Einsätze und ein Tor. In der folgenden Spielzeit 1990/91 waren es nur noch fünf Ligaspiele. Dafür nahm er an sechs Spielen im UEFA Intertoto Cup teil. Nach nur zwei Spielzeiten in Cottbus wechselte Fochler 1991 zum FC 08 Villingen. Dort blieb er bis zu seinem Karriereende 2001.

## Weiterer Werdegang
Nach seiner Karriere als Fußballspieler wirkte Fochler bis 2009 bei mehreren unterklassigen Vereinen als Trainer. Fochler, der gelernter Maschinenanlagen-Monteur ist, arbeitete später als Immobilienmakler.